# Ерік Рід
Ерік Рід (31 травня 1991 , Калгарі, Альберта ) — канадський гірськолижник, що спеціалізується на технічних дисциплінах слалому та гігантського слалому. Учасник зимових Олімпійських ігор 2018 року та трьох чемпіонатів світу.

## Результати в Кубку світу
Усі результати наведено за даними Міжнародної федерації лижного спорту.

### Підсумкові місця в Кубку світу за роками
| Сезон | Вік | Загальний залік | Слалом | Гігантський слалом | Супергігант | Швидкісний спуск | Гірськолижна комбінація |
| ----- | --- | --------------- | ------ | ------------------ | ----------- | ---------------- | ----------------------- |
| 2015  | 23  | 140             | 52     | —                  | —           | —                | —                       |
| 2016  | 24  | 142             | 52     | —                  | —           | —                | —                       |
| 2017  | 25  | 43              | 29     | 28                 | —           | —                | 14                      |
| 2018  | 26  | 73              | 32     | 30                 | —           | —                | —                       |
| 2019  | 27  | 83              | 45     | 28                 | —           | —                | —                       |
| 2020  | 28  | 56              | 35     | 23                 | —           | —                | —                       |
| 2021  | 29  | 36              | 34     | 16                 | —           | —                | —                       |

Станом на 21 лютого 2021 року

### Потрапляння до першої десятки
- 7 топ-десять – (5 ГС, 1 СЛ, 1 ГК)

| Сезон | Дата           | Місце проведення        | Дисципліна              | Місце |
| ----- | -------------- | ----------------------- | ----------------------- | ----- |
| 2017  | 4 грудня 2016  | Валь-д'Ізер (Франція)   | Гігантський слалом      | 9-те  |
| 2017  | 10 грудня 2016 | Валь-д'Ізер (Франція)   | Гігантський слалом      | 8-ме  |
| 2017  | 29 грудня 2016 | Санта-Катерина (Італія) | Гірськолижна комбінація | 6-те  |
| 2017  | 22 січня 2017  | Кіцбюель (Австрія)      | Слалом                  | 7-ме  |
| 2020  | 27 жовтня 2019 | Зельден (Австрія)       | Гігантський слалом      | 7-ме  |
| 2021  | 5 грудня 2020  | Санта-Катерина (Італія) | Гігантський слалом      | 10-те |
| 2021  | 7 грудня 2020  | Санта-Катерина (Італія) | Гігантський слалом      | 10-те |

## Результати на чемпіонатах світу
Усі результати наведено за даними Міжнародної федерації лижного спорту.
| Рік  | Вік | Слалом | Гігантський слалом | Супергігант | Швидкісний спуск | Гірськолижна комбінація | Командні змагання |
| ---- | --- | ------ | ------------------ | ----------- | ---------------- | ----------------------- | ----------------- |
| 2015 | 23  | 24     | 28                 | —           | —                | —                       | 2                 |
| 2017 | 25  | НФ1    | 23                 | —           | —                | —                       | 5                 |
| 2019 | 27  | НФ1    | НФ1                | —           | —                | —                       | 9                 |
| 2021 | 29  | НФ2    | НФ1                | —           | —                | —                       | 7                 |

## Результати на Олімпійських іграх
Усі результати наведено за даними Міжнародної федерації лижного спорту.
| Рік  | Вік | Слалом | Гігантський слалом | Супергігант | Швидкісний спуск | Гірськолижна комбінація | Командні змагання |
| ---- | --- | ------ | ------------------ | ----------- | ---------------- | ----------------------- | ----------------- |
| 2018 | 26  | 29     | 11                 | —           | —                | —                       | 9                 |